# Cinnamomum sulphuratum
Cinnamomum sulphuratum är en lagerväxtart som beskrevs av Christian Gottfried Daniel Nees von Esenbeck. Cinnamomum sulphuratum ingår i släktet Cinnamomum och familjen lagerväxter. Inga underarter finns listade i Catalogue of Life.